# La Saunière
La Saunière település Franciaországban, Creuse megyében. Lakosainak száma 659 fő (2022. január 1.). La Saunière Mazeirat, Peyrabout, Sainte-Feyre, Saint-Laurent és Saint-Yrieix-les-Bois községekkel határos.

## Népesség
A település népességének változása:
| Lakosok száma | 374  | 426  | 532  | 615  | 634  | 616  | 607  | 632  | 645  | 659  |
|               | 1968 | 1982 | 1990 | 2006 | 2013 | 2015 | 2017 | 2019 | 2020 | 2022 |